# Tore Gardefeldt

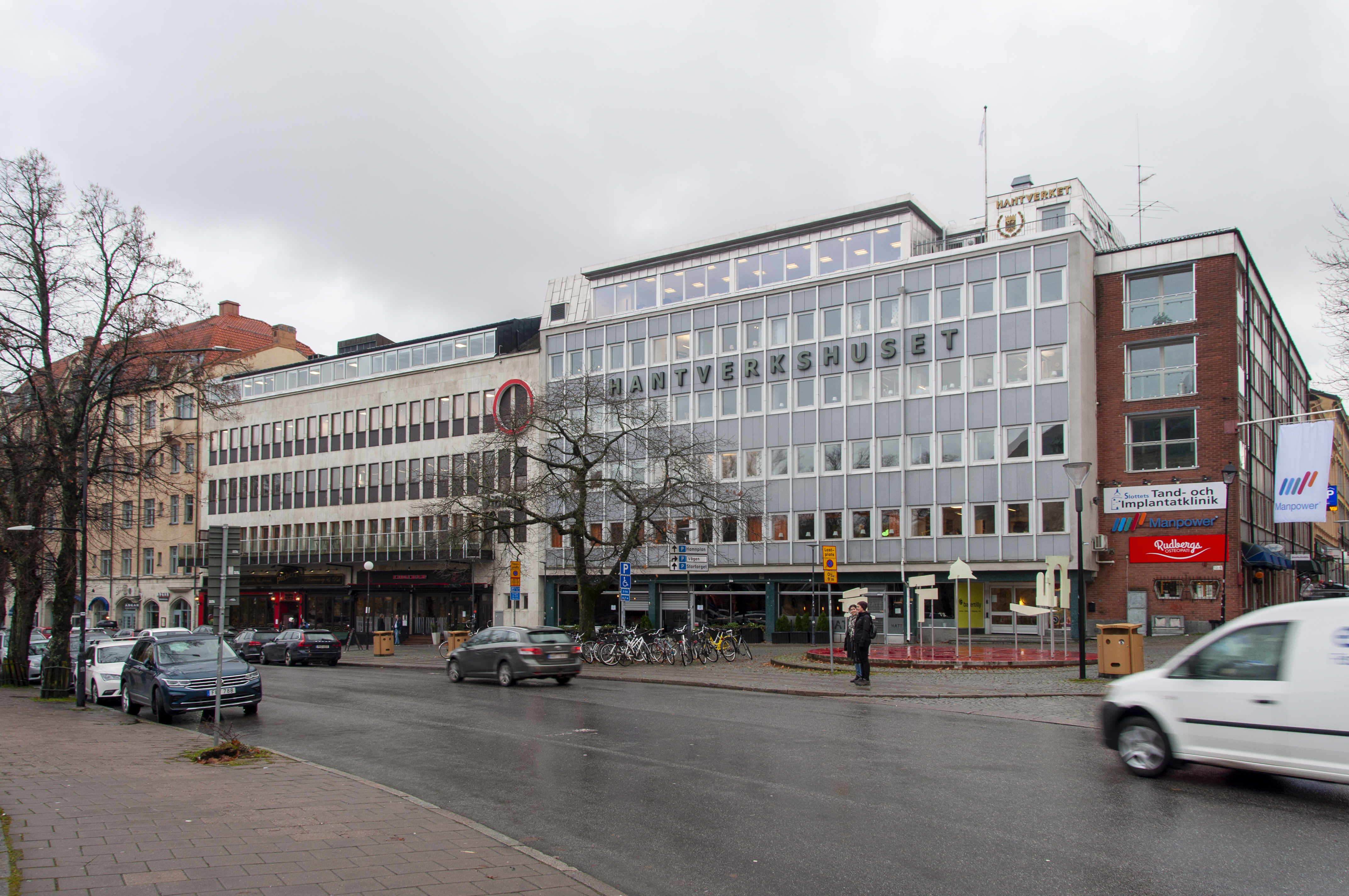
Hantverkshuset i Örebro (1958)

Karl Tore Lennart Gardefeldt, född 28 januari 1920 i Örebro, död där 16 augusti 2006, var en svensk arkitekt.
Gardefeldt, bedrev ursprungligen självstudier, men studerade senare vid Nordiska institutet för samhällsplanering 1969–1970. Han var anställd vid stadsarkitektkontoret i Örebro stad 1942–1956, som ordinarie 1957–1964 (chef för utrednings- och projekteringsbyrån), hos Gunnar Hållén i Örebro 1964–1965, var biträdande stadsarkitekt i Örebro stad 1965–1966 och projektledare för stadsutställningen 1965, dessutom stadsplanearkitekt 1967–1968, chef för andra planbyrån 1968–1974 och stadsarkitekt i Örebro kommun 1975–1985. 
Gardefeldt var samordnare för stadsbyggnadskontorets innerstadsavdelning 1980–1982. Han var arbetsledare för bygglagsutredningens försöksverksamhet i Örebro 1971 och medverkade i saneringsutredningens försöksverksamhet. Han bedrev egen verksamhet i Örebro, Gardefeldt Konsult AB, från 1985. Han var lokalt tävlingsombud för Svenska Arkitekters Riksförbund  1982–1985.